# Hadra wilsoni
Hadra wilsoni е вид коремоного от семейство Camaenidae. Видът е световно застрашен, със статут Уязвим.

## Разпространение
Разпространен е в Австралия.